# Ringoven

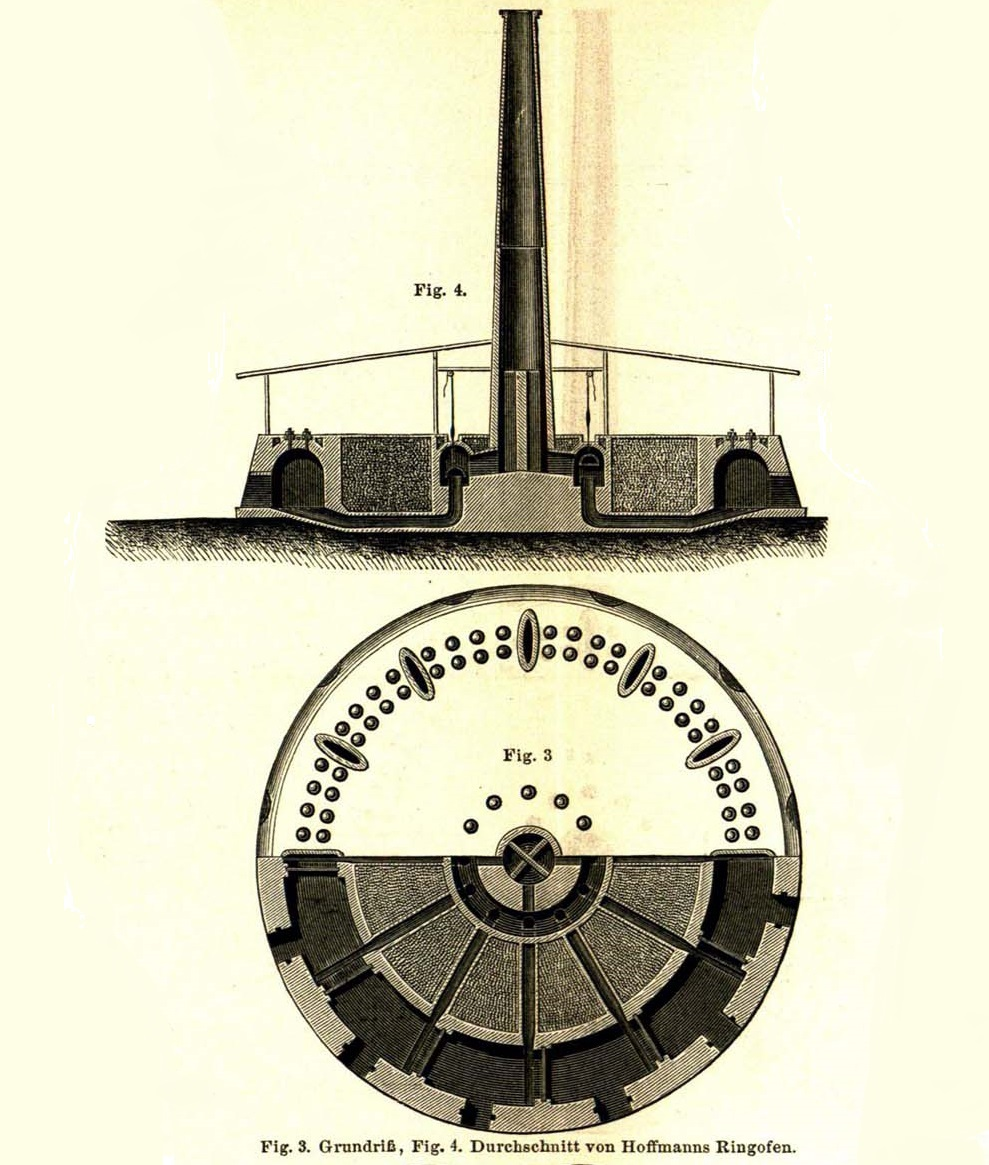
Hoffmann-ringoven

Een ringoven is een grote oven voor het bakken van bakstenen en dakpannen, die vooral aan het einde van de 19e en begin van de 20e eeuw populair was. Dit type oven volgde de veldoven en de Kasseler oven op.
De ringoven werd op zijn beurt vanaf het midden van de 20e eeuw meer en meer verdrongen door de tunneloven.

## Principe en werking
Het principe van de ringoven werd in 1858 bedacht door de Duitser Friedrich Eduard Hoffmann. De ringconstructie maakte een doorlopend bakproces mogelijk, dat bovendien economischer en geleidelijker bakte dan de traditionele ovens.  Een ringoven gebruikte slechts een derde van de hoeveelheid brandstof die een traditionele oven gebruikte. De eerste ringoven was een groot rond gebouw bestaande uit drie concentrische ringen. De binnenste ring werd gevormd door de fabrieksschoorsteen, de middelste ring door het rookkanaal en de grote buitenste ring bestond uit 12 stookkamers. De kamers konden onafhankelijk van elkaar gestookt worden. Telkens werd een kamer met ongebakken kleivormen opgestookt tot een temperatuur van meer dan 1000°C, waardoor tevens de volgende kamer werd voorverwarmd en de voorgaande werd afgekoeld door het regelen van de toevoer van warme en koude lucht. Nadat de kleiproducten in een kamer voldoende gebakken waren, werd het vuur gedoofd en in de volgende kamer weer aangestoken. Tegenover de kamer waar gestookt werd bevond zich de koelste kamer met de gebakken eindproducten, die dan uitgeruimd werd en weer gevuld met nieuwe kleivormen, waarna de vulopening werd dichtgemetseld. Later werden nog grotere ellipsvormige ringovens gebouwd die tot wel 24 kamers hadden. Een complete cyclus duurde 1 tot 4 weken.
De steenfabriek Vogelensangh in Deest is tegenwoordig de enige fabriek in Nederland die nog een ringoven in bedrijf heeft. In België heeft steenbakkerij Membruggen nog een ringoven in bedrijf.

## Zigzagoven
Een bijzondere variant van de ringoven is de zigzagoven, ook wel "kamerringoven met overslaande vlam" genoemd. Deze werd aan het begin van de 20e eeuw geïntroduceerd en werd vooral gebruikt in kleinere steenbakkerijen. Het stookkanaal verbindt alle kamers in een "zigzag"-patroon, wat het voordeel heeft dat men op een relatief klein oppervlak gebruik kon maken van de voordelen van de ringoven. De oven had bovendien lagere bouwkosten dan een klassieke ringoven. 
De voormalige steenfabriek Panoven in de gemeente Zevenaar is de enige nog bestaande oven van dit type in Nederland.

## Fotoreeks

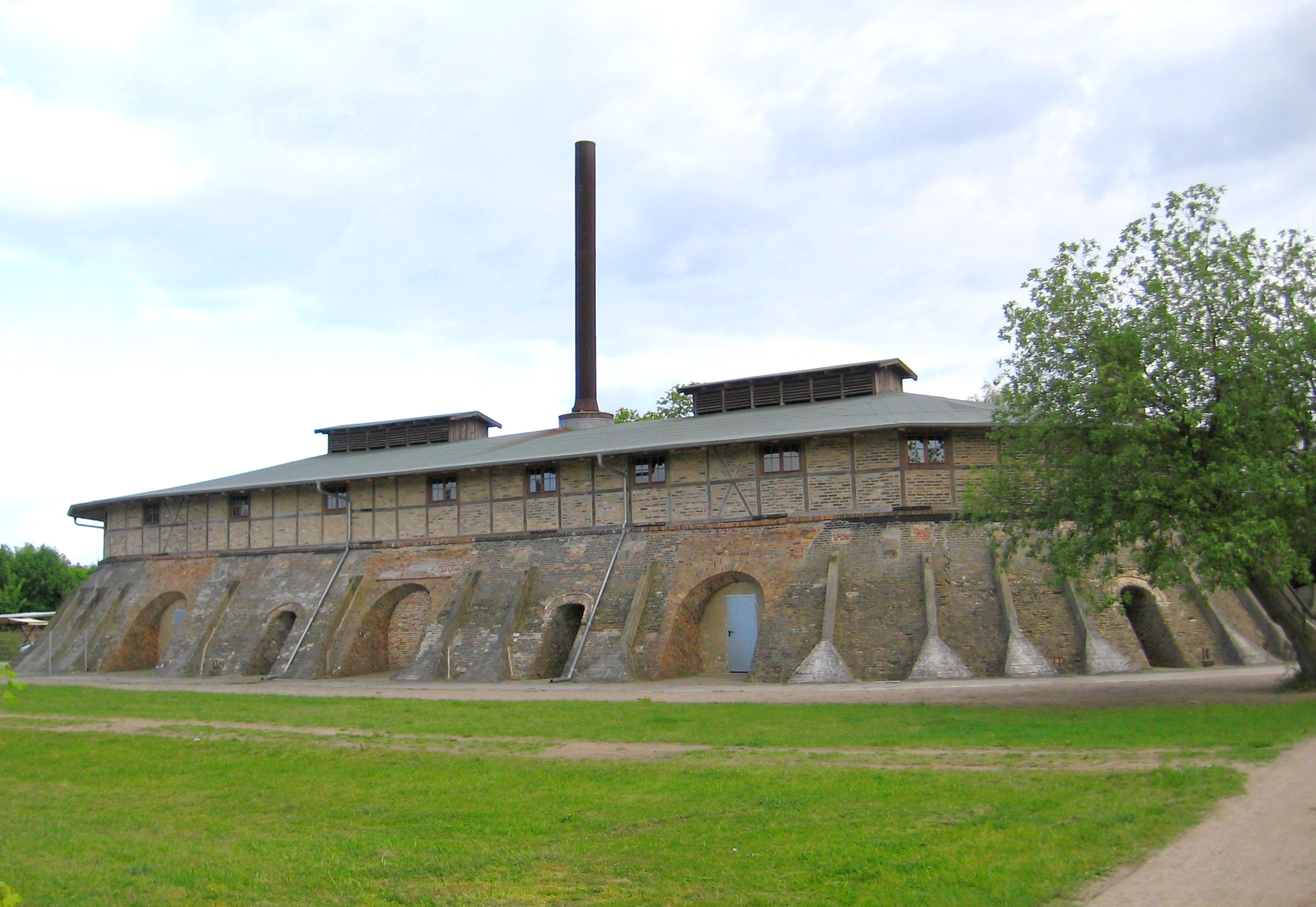
Ringoven bij het Duitse Zehdenick
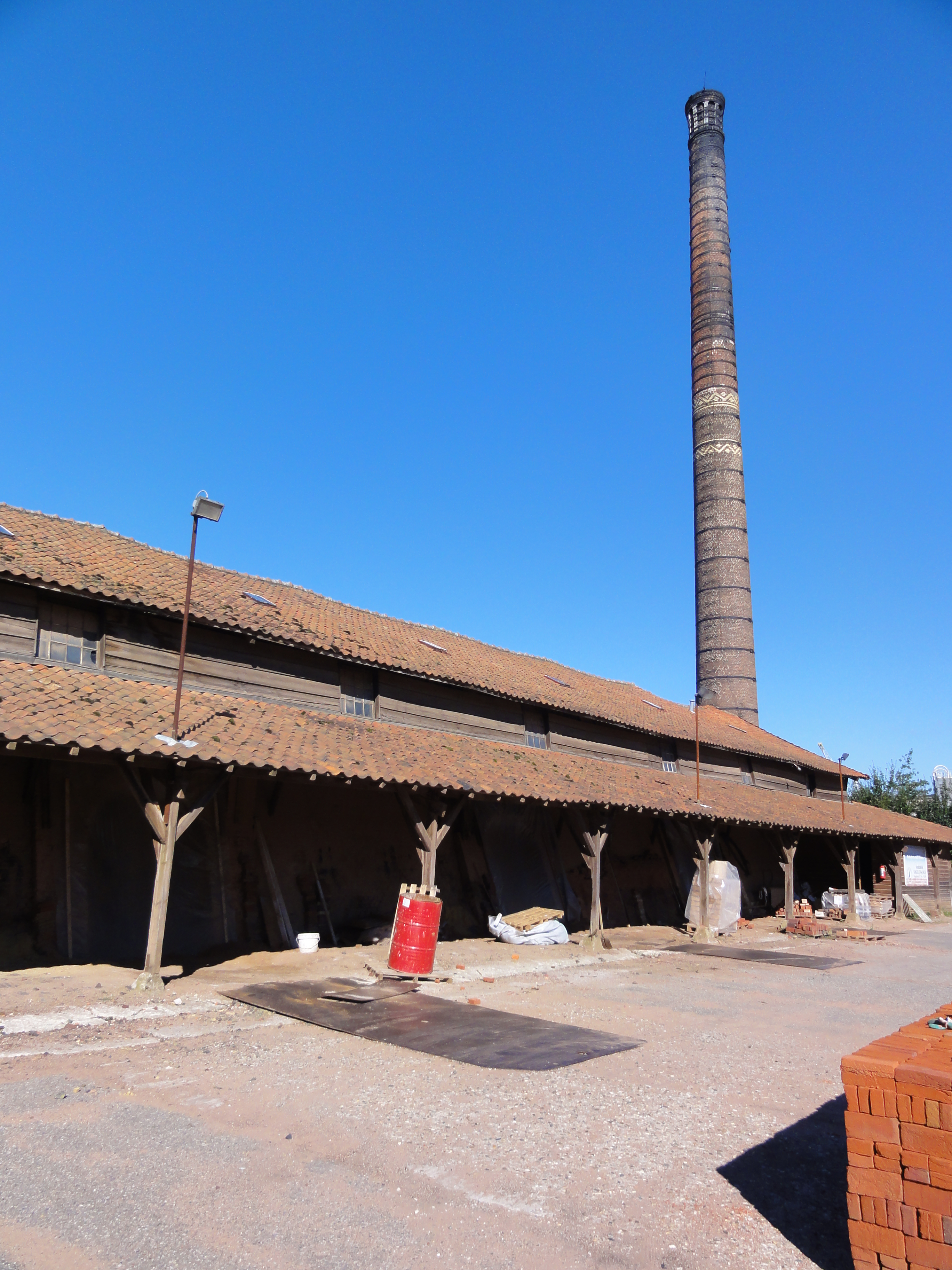
Steenoven Vogelsangh Deest
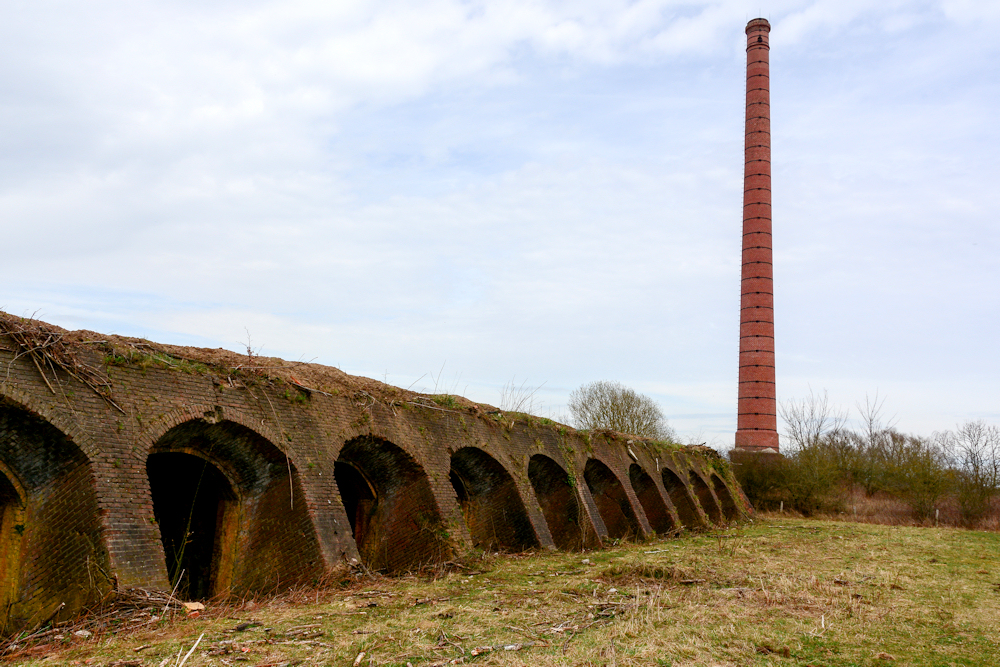
Oude Ringoven bij Fortmond
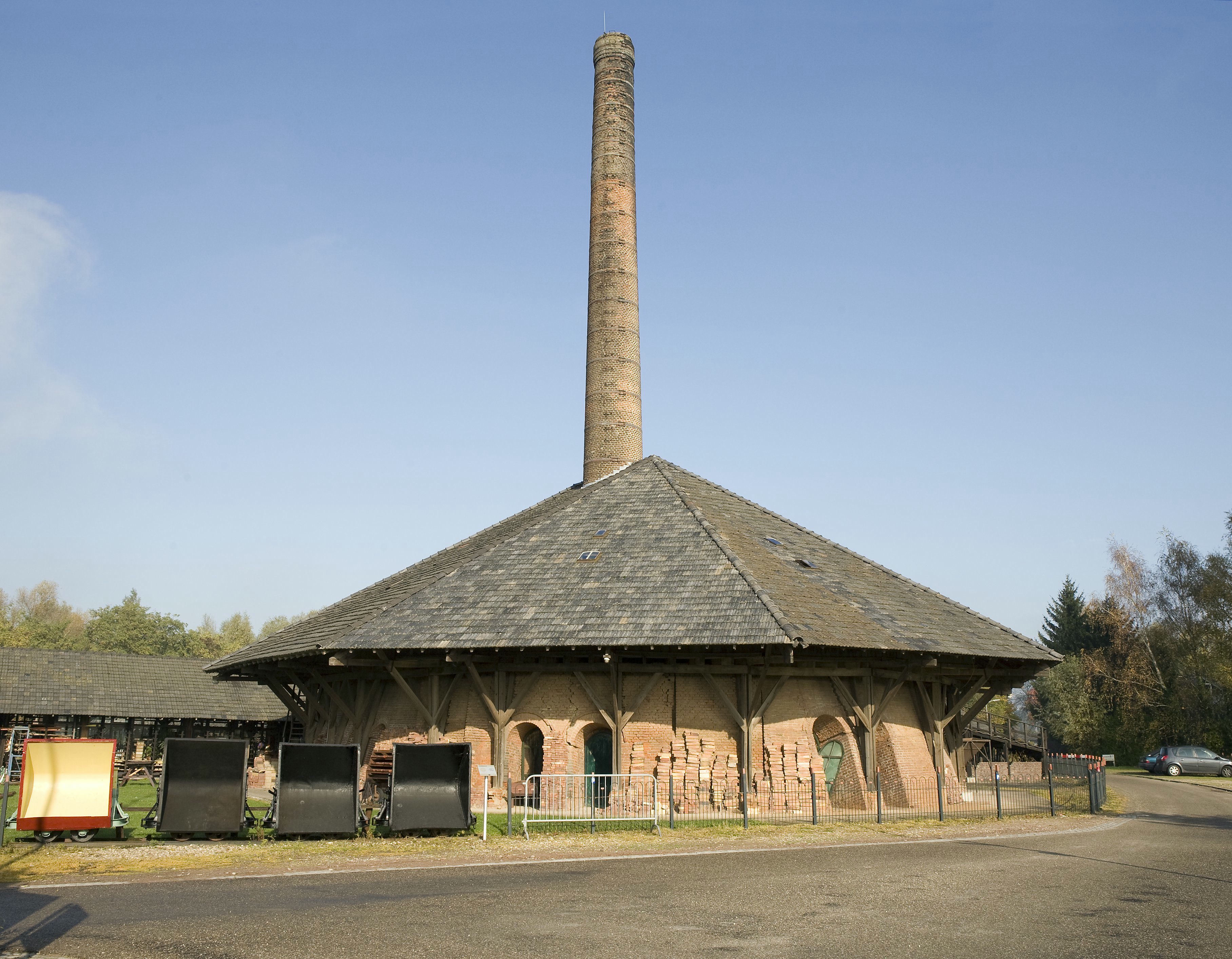
Zigzagoven Panoven Zevenaar